# Emma la clown
 (novembre 2021).
 (novembre 2021).
Emma la clown est le pseudonyme de l'humoriste Meriem Menant. Elle joue en France son one-woman show Emma sous le divan, une approche comico-scénique de la psychanalyse[réf. souhaitée]. Elle se démarque ainsi du clown de cirque pour s'approprier les planches du théâtre. Abordant des sujets considérés comme « sérieux » (la politique internationale, la psychanalyse, l'Afghanistan, Dieu et la science...), Meriem Menant apporte sur les scènes francophones, au-delà de son personnage de clown, la vision d'une humoriste engagée[non neutre]. Elle a réalisé, par ailleurs, plusieurs mises en scène[réf. nécessaire], dont Le Concert sans retour, du groupe Cinq de Cœur, nommé aux Molières 2015 dans la catégorie meilleur spectacle musical.

## Biographie
Née le 22 août 1968 au Petit-Quevilly, dans la banlieue de Rouen, Meriem Menant se forme à l'école Jacques Lecoq (Paris) et crée la compagnie « La Vache libre » avec Gaetano Lucido en 1991. Elle construit peu à peu son personnage en duo, puis en solo, tout en jouant la comédie pour la compagnie Tuchenn de Bernard Colin, le Nada théâtre, la compagnie Doriane Moretus et les spectacles de Michèle Guigon[réf. souhaitée]. Avant de monter son premier solo, elle assure les premières parties de la chanteuse Anne Sylvestre et du clown Buffo[réf. souhaitée] (Howard Buten) avec des petites formes. Elle est intervenue en Afghanistan en collaboration avec l'association humanitaire « Clowns sans frontières »[pertinence contestée].
Emma la clown tourne aussi avec Catherine Dolto depuis 2005 avec un spectacle, La Conférence, où il est question de « l'état de clown » et d'haptonomie puis en 2014 Symposium : Tout sur l'Amour.[réf. nécessaire]
Elle collabore depuis septembre 2010 en tant que chroniqueuse à l'émission Un jour tout neuf de Brigitte Patient sur France Inter.
Elle est associée à « La Passerelle », scène nationale de Saint-Brieuc (Côtes-d'Armor), qui agit en tant que producteur délégué[réf. souhaitée].
En 2019, elle met en place une série de « causeries » avec des experts de tous horizons (musique, physique, psychanalyse, mathématiques...) destinées à favoriser par le burlesque la diffusion du savoir[pertinence contestée].

## Chronologie
- 1998 : solo Emma la clown, Emma veut devenir un ange… Tournée nationale.
- 2000 : solo Emma la clown : l’heureux Tour, Emma nous parle du monde… Tournée internationale.
- 2004 : solo Emma la clown sous le Divan, Emma se penche sur la psychanalyse. Plus de 200 représentations, cinq semaines au  théâtre du Rond-Point en 2007.
- 2006 : spectacle Emma la clown et son orchestre, Emma a écrit les chansons, Mauro Coceano a composé les musiques. Elle chante (entre autres choses) accompagnée de trois musiciens. Tournée nationale, cinq semaines au théâtre du Rond-Point en 2010.
- 2007 : solo (petite forme): Emma la clown en Afghanistan.
- 2009 : solo Dieu est-elle une particule, création à la Comédie de Caen.

## Publications
- Bestiaire à bestiaux, illustrations de Lydie Jeannot, Éditions Camino Verde, 2013, livre 52 p. + disque  (ISBN 9791090267053)